# Міхаель Гретцель
Міхае́ль Гре́тцель (нім. Michael Grätzel; нар. 11 травня 1944, Дорфхемніц, Німеччина) — швейцарський науковець німецького походження, фахівець в галузі фотохімії.

## Кар'єра
У 1968 році закінчив Вільний університет Берліна, в 1971 році отримав ступінь доктора філософії з природознавства в Берлінському технічному університеті. У 1976 отримав ступінь доктора наук з фізичної хімії. З 1977 року працює у Федеральному інституті технології Швейцарії у Лозанні, очолюючи лабораторію фотоніки та міжфазових границь.
Виступав як постдокторант, лектор, запрошений професор у берлінському Інституті ядерних досліджень імені Гана і Мейтнер, Вільному університеті Берліна, Каліфорнійському університеті в Берклі, Нафтогазовому дослідному фонді університету Нотр-Дам (США) та інших освітніх та дослідницьких центрах.
У 1991 році в журналі Nature була опублікована його проривна робота про новий тип сонячних комірок на основі мезоскопічних оксидних напівпровідникових частинок з широкою забороненою зоною, покритих органічним барвником, які прославили ім'я професора і отримали назву «комірок Гретцеля».
Міхаель Гретцель — володар 10 почесних докторських ступенів в університетах Азії та Європи: Данії, Голландії, Китаю, Швеції, Сінгапуру та інших країн. Він лауреат десятків престижних науково-технологічних нагород, таких як Гран-прі «Технологія тисячоліття», медаль Фарадея британського Королівського товариства, премії Гутенберга, Альберта Ейнштейна та інших.
Він є членом Швейцарського хімічного товариства, Товариства ім. Макса Планка та Німецької академії наук Леопольдина, а також почесним членом Ізраїльського хімічного товариства, Болгарської академії наук та британського Королівського хімічного товариства та член Національної Академії Інвесторів у Сполучених Штатах.
Брав участь у розробці комірки Гретцеля (разом з Браяном О'Реганом) і розробив спосіб застосування наноматеріалів при виготовленні літій-іонних акумуляторів.

## Наукові досягнення
Міхаель Гретцель — один із розробників так званої комірки Гретцеля, що працює на принципах, схожих з біохімічним процесом фотосинтезу, з допомогою якого рослини перетворюють енергію світла у цукри. Винахід, над яким працював науковець з 1970-х років, є вигідною альтернативою дорогим і складним технологіям фотогальванічних батарей, що створюються на основі кремнію (зокрема, для останніх потрібен дорогий кремній високого ступеня очищення). Порівняно з кремнієвими батареями комірки Гретцеля є відносно простішими за будовою та виконані з недорогих матеріалів.
В основу перших комірок Гретцеля, створених у 1991 році, покладено пористий шар наночастинок оксиду титану, покритих органічним барвником. Електрони з органічного барвника, здатного ефективно поглинати сонячне світло, перетікають на провідний електрод з діоксиду титану, створюючи електричний потік.
У виробництво такі комірки почали надходити лише у 2009 році. На першому етапі вони мали низькі показники ефективності 3-8 % і низьку стабільність через наявність нестабільного рідкого електроліту і органічного барвника у складі комірок. До 2012 року їх ефективність вдалося підвищити до 11,9 %.
Понад 20 років дослідники на чолі з Гретцелем працювали над тим, щоб підвищити ефективність сонячних комірок Гретцеля та спростити технологію їхнього виробництва. У 2009 році вченим з Японії вдалося зробити прорив і перейти від органічного барвника у складі комірок до гібридних органо-неорганічних перовськітних матеріалів, а у 2012 — замінити рідкий електроліт твердим органічним напівпровідником. Новий клас пристроїв, що виник при цьому — так звані «перовськітні сонячні комірки» — зараз належить до найінтенсивніше досліджуваних матеріалів у світі, а їх ефективність уже перевищує 22 %. Лабораторії Міхаеля Гретцеля належать кілька світових рекордів ефективності перовськітних сонячних батарей.
Науковець є автором понад 1300 публікацій, двох монографій, власником понад 50 патентів. Він входить до трійку найцитованіших у світі науковців-хіміків.

## Нагороди і відзнаки
- Медаль Фарадея з електрохімії від Королівського хімічного товариства (2001)
- Премія Гарві (2007)
- Премія Бальцана (2009)
- Технологічна премія тисячоліття (2010)
- Ейнштейнівський професор Китайської АН (2011)[7]
- Золота медаль Пауля Каррера[en] (2011)
- Медаль Вільгельма Екснера (2011)
- Ерстедівська лекція (2012)
- Премія Альберта Ейнштейна (2012)[8]
- Leonardo da Vinci Award, Європейська академія наук[fr] (2013)
- Премія за інноваціх в галузі альтернативних видів палива для транспорту (2014)
- Міжнародна премія короля Фейсала (2015)
- Премія Парацельса (2016)
- Премія століття (2016)
- August-Wilhelm-von-Hofmann-Denkmünze[de] (2018)
- Theodor-Förster-Gedächtnisvorlesung[de] (2018)
- BBVA Foundation Frontiers of Knowledge Awards (2020)

## Цікаві факти
Батареї на основі комірок Гретцеля зручніші зі споживчої точки зору, ніж кремнієві фотоелементи — їх можна робити гнучкими, а також виконувати у різних колірних рішеннях. Це зручно для використання та вироблення електроенергії, наприклад, у різних конструктивних елементах будівель.
Можна створювати структурно прозорі комірки, здатні виробляти електроенергію різних діапазонах частот світлового потоку, аж до інфрачервоного. Це означає, зокрема, можливість вбудовування таких елементів, наприклад, у шибки, досягаючи подвійного ефекту з охолодженням приміщень та попутним електрогенеруванням.